# اشکان شکوفی
اشکان شکوفی (انگلیسی: Ashkan Shokoofi؛ زادهٔ ۹ ژوئیهٔ ۱۹۸۱) تنیس‌باز اهل ایران است. بالاترین رتبه وی در انجمن تنیس حرفه‌ای ۸۶۱ در ۴ اکتبر ۲۰۰۴ بوده‌است.